# 최애기
최애기(崔愛奇, 1895년 3월 14일 ~ 2005년 1월 25일)는 대한민국의 장수인이자 여성 공식 최장수인이다.

## 생애
을미사변이 일어난 1895년 3월 14일에 출생하였으며, 3세기에 걸쳐 증손-고손까지 4대가 함께 살았다. 2005년 1월 25일 새벽 서울 종로구 청운동 자택에서 노환으로 향년 109세를 일기로 사망하였다.

## 건강 상태 및 생활
2003년 이전까지만 하여도 바느질과 집안 청소를 손수할 정도로 비교적 건강했고, 자식을 키우면서 회초리를 들지 않았던 온화한 성격으로 알려져 부지런함과 낙천적 성격이 장수의 비결이었던 것으로 알려져 왔다.
2004년 12월부터 기력이 떨어지기 시작했으나, 식사를 거르지 않는 등 평소 생활습관을 유지해 왔다고 가족들이 말했다. 그리고 서울대학교 의과대학 박상철 교수팀이 대한민국 전체 100세 이상 노인 1,600여명을 대상으로 실제 나이를 확인한 결과 대한민국 전체 최고령자인 것으로 확인되었다.

## 같이 보기
- 김엄곡
- 김진화
- 엄옥군
- 이화례
- 잔 칼망
- 튜티 유수포바
- 사한 도소바
- 미나가와 요네